# Manuel Blasco Marqués
Manuel Blasco Marquès (Terol, 9 de febrer de 1960) és un polític espanyol, va ser alcalde de Terol en dues etapes diferents de 1999 a 2003 i de 2010 a 2016. Pertany al Partit Popular.

## Biografia
Va néixer el 9 de febrer de 1960 a Terol. Blasco va estudiar Dret i va ajudar en l'empresa familiar, dedicada a la fabricació de maons. Casat i amb dos fills.

### Carrera política
En les eleccions municipals del 13 de juny de 1999, Manuel Blasco va ser el candidat del Partit Popular per a l'alcaldia de la ciutat del Torico, en substitució del llavors alcalde popular Luis Fernández Uriel en una operació recolzada pel llavors president del Govern d'Aragó, Santiago Lanzuela com per Ricardo Doñate. El PP va tornar a vèncer en les eleccions amb un 39,25% i nou edils —Perdent un respecte a la cita amb les urnes de 1995— Entre els assumptes que van afrontar o van tenir en marxa van destacar la gestió del Pla URBAN, el Pla de Recuperació del Nucli històric i el Programa d'Urbanització de l'Eixample, en el qual està inclòs el Pla d'Habitatge Protegit. En aquestes van col·laborar les institucions europees o el Govern d'Aragó.
En les eleccions del 25 de maig de 2003, el PP malgrat ser el partit més votat —6239 vots i 400 vots més respecte a la cita amb les urnes de fa 4 anys— va empatar a nombre de regidors amb el PSOE amb vuit.
Quatre anys després, el 27 de maig de 2007 van tornar a celebrar-se les eleccions munipals, en elles va tornar a guanyar el Partit Popular —que ho portava fent des de les eleccions del 28 de maig de 1995— amb Blasco com a candidat i amb 8 regidors (5.909 vots). Però novament un previsible pacte entre el PSOE i el PAR podria allunyar-li del bastó de comandament, ja que aquestes dues forces aconseguien la majoria absoluta (11 regidors) i a més comptaria amb l'oposició de CHA amb els seus dos edils. Com així va succeir, el dia 16 de juny va ser investit alcalde de Terol, el candidat del PAR i fins llavors i des de l'any 2006 Conseller de Serveis Socials al govern de la DGA presidit pel socialista Marcelino Iglesias; Miguel Ferrer. En aquesta sessió d'investidura, Blasco es va referir a Miguel Ferrer com un «ocupa».
En les eleccions municipals del 22 de maig de 2011, Blasco va obtenir a la capital turolense dotze regidors, la primera majoria absoluta que s'aconseguia a l'Ajuntament de Terol en la democràcia. En aquest segon mandat va destacar la millora econòmica al Consistori —Des de 2010 es va reduir el deute un 56% (D'haver de 60,1 milions d'euros a 26,3 a l'agost de 2015)— i situacions compromeses realitzades pel PP autonòmic que van ser: el tancament de la residència Turia i de la residència estudiantil Luis Buñuel, els retards en la construcció del nou hospital i la decisió del Govern d'Aragó llavors presidit per la popular Luisa Fernanda Rudi d'autoritzar el Grau de Magisteri a la Universitat Sant Jordi de Saragossa, la qual cosa va provocar que participés en la manifestació en contra d'ella pel perjudici que suposaria per al Campus turolense.
El dia 3 de maig de 2016, el rei Felipe VI —per primera vegada en la història de la democràcia— va dissoldre la Legislatura després de no aconseguir que cap candidat tingués el suport de la Càmbra per investir president del Govern. A continuació, el rei va signar el decret de dissolució de les Corts i la convocatòria d'unes noves eleccions generals, que es van celebrar el 26 de juny d'aquest mateix any.